# Odontomachus
Odontomachus är ett släkte av myror. Odontomachus ingår i familjen myror.

## Bildgalleri

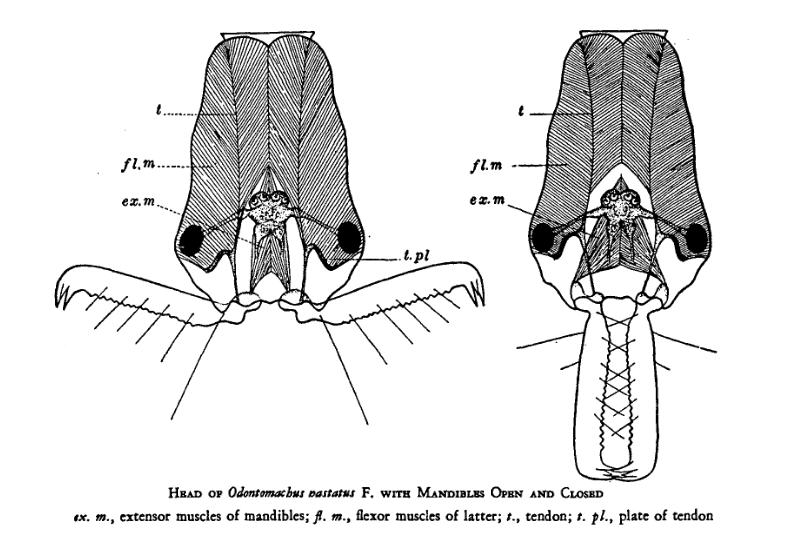

## Dottertaxa tillOdontomachus, i alfabetisk ordning[1]
- Odontomachus aciculatus
- Odontomachus affinis
- Odontomachus allolabis
- Odontomachus angulatus
- Odontomachus animosus
- Odontomachus assiniensis
- Odontomachus banksi
- Odontomachus bauri
- Odontomachus biolleyi
- Odontomachus biumbonatus
- Odontomachus bradleyi
- Odontomachus brunneus
- Odontomachus caelatus
- Odontomachus cephalotes
- Odontomachus chelifer
- Odontomachus circulus
- Odontomachus clarus
- Odontomachus coquereli
- Odontomachus cornutus
- Odontomachus erythrocephalus
- Odontomachus floresensis
- Odontomachus fulgidus
- Odontomachus granatus
- Odontomachus haematodus
- Odontomachus hastatus
- Odontomachus imperator
- Odontomachus infandus
- Odontomachus insularis
- Odontomachus laticeps
- Odontomachus latidens
- Odontomachus latissimus
- Odontomachus macrorhynchus
- Odontomachus malignus
- Odontomachus mayi
- Odontomachus meinerti
- Odontomachus montanus
- Odontomachus monticola
- Odontomachus mormo
- Odontomachus nigriceps
- Odontomachus opaciventris
- Odontomachus opaculus
- Odontomachus panamensis
- Odontomachus papuanus
- Odontomachus peruanus
- Odontomachus pseudobauri
- Odontomachus rixosus
- Odontomachus ruficeps
- Odontomachus rufithorax
- Odontomachus ruginodis
- Odontomachus saevissimus
- Odontomachus scalptus
- Odontomachus silvestrii
- Odontomachus simillimus
- Odontomachus spinifer
- Odontomachus spissus
- Odontomachus sumbensis
- Odontomachus tensus
- Odontomachus testaceus
- Odontomachus troglodytes
- Odontomachus turneri
- Odontomachus tyrannicus
- Odontomachus unispinosus
- Odontomachus xizangensis
- Odontomachus yucatecus